# Sparreholms snickerifabrik
Ej att förväxla med Sparreholms Sågverk
Sparreholms snickerifabrik var en svensk snickerifabrik i Sparreholm.
Fredrik Pettersson (1853–1901) och hans tre bröder Erik, Albert och Johan från torpet Klinten i Årdala socken köpte 1891 Framnäsudden i Sparreholm av Sparreholms slott och anlade där ett snickeri med egen ramsåg och en kvarn. Fredrik Pettersson hade varit i Amerika ett år och utbildat sig i snickeribranschen och på 1880-talet drivit egen verkstad i trakten. Bland de första produkterna var pinnstolar, nattduksbord och kommoder. Senare under fabrikens existens tillverkades garderober, dörrar och fönster. Fredrik Petterssons dog 1901 och snickerirörelsen såldes därefter till Gustaf Carlberg, vilken bildade AB Sparreholms Snickerifabrik och anställde arkitekten Hjalmar Nyström som disponent. Denne ledde verksamheten till 1922.
Mellan 1919 och 1925 ägdes företaget av bröderna Hjalmar (1858–1922) och Johan August Lind (1860–1949) från Norrköping. År 1926 köpte HSB Stockholm snickerifabriken och tillverkade därefter bland annat parkett. HSB:s Riksförbund tog över ägandet 1946 och lade om driften till byggnadssnickeri med tillverkning av köksinredningar och fönster. År 1946 hade fabriken ett hundratal anställda. Valter Elmgren var fabrikschef 1941–75 under HSB-tiden.
Företaget har därefter haft flera ägare, bland andra Etri fönster 1979–88, Elit-Snickerier AB 1989-92 och Dax Door Produktion AB 2004–13. 
Fabrikslokalerna är efter Dax Doors konkurs 2013 ett butiksområde för detaljhandel.